# Hysteropterum normandi
Hysteropterum normandi är en insektsart som beskrevs av De Bergevin 1920. Hysteropterum normandi ingår i släktet Hysteropterum och familjen sköldstritar. Inga underarter finns listade i Catalogue of Life.